# サクワ
saQwa（サクワ）は、イオンドットコム株式会社が運営する通信販売事業のブランドである。
テレビショッピングの番組名は「サクワスタイル」や通販商品カタログやインターネットのウェブサイトなどを形式で行う通信販売である。キャッチコピーは『探そう、咲かそう。』
全国の民放各局の地上波・BSデジタルやCS放送のスカイパーフェクTV!各チャンネルで放映されていた。
2021年2月21日、イオンショップと統合し閉鎖された。

## 主な商品

### 生活用品
- かんたん毛玉取りブラシ／最高級カシミヤブラシ（発売・製造元：アートブラシ社）
- カラフルなモップ
- 太田さん家の手づくり洗剤（発売・製造元：京都はんなり本舗）
- 美ウォッシュII
- 布団圧縮袋ダイレクトパック（発売・製造元：アール）
- ロボクリーナー
- 家庭用乾燥機 エアー・オー・ドライ
- ニッケンのダニ捕りロボ
- 無水鍋
- H2Oスチームモップ

### 健康用品
- ウォークフリー
- ウォークフリープラチナ
- ディプスリー（発売・製造元：ハンディーネットワークインターナショナル）
- NEWすこぶるウォーカー
- スッキリクン（発売・製造元：アポロ医療器）
- サラダ青汁 一菜合菜
- モミダッシュPRO（発売・製造元：ツインバード工業）
- クールシーツDX「鈴」（発売・製造元：リベルタ）
- 3D音波歯ブラシ デンティオールプロ
- 指圧代用器 ルンル（発売・製造元：オシャール・コーポレーション）
- クールシーツDX「鈴」（発売・製造元：リベルタ）
- デンタルホワイトプロ（発売元：アンジュ、製造販売元：リジェンティス）
- 快眠枕 チョイスピロー

### エクササイズ用品
- K-1EX リアルサウナスーツ（発売元：ヴァルテックス）
- マックスターボ
- 芦屋美整体グッズ
  - 美整体骨盤ステッパー
  - 美整体骨盤ベルト
  - 美整体骨盤ドーナツ
- ターボセルシリーズ（発売元：サニーウィッシュ）
  - ターボセル ダイナミック ウエスト
  - ターボセル バミューダ
  - ターボセル チクリスタ
  - ターボセル パンタコラン
  - ターボセル ボディパンタコラン
- ジョイエット
- ディスクイーン
- 竹原慎二プロデュース　30'UPバウンダー（発売元：カンピオーネ）
- 肩バランスアップアンダー（発売元：アシックス）

### 美容用品
- クイック・ビューティー（QB）シリーズ
  - QB薬用消臭AFクリーム足・ワキ用
  - QBベビーフット
- スリムリフトシリーズ
  - スリムリフトシルエット
  - スリムリフトスプリーム
- スーパーセームシリーズ（発売元：たかばん）
  - スーパーセーム モイスチャーマスク
  - スーパーセーム モイスチャーミトン
  - スーパーセーム モイスチャーマスク&ミトン セット
- スーパーミリオンヘアー（発売元：ルアン）
- 水の天使（発売元：美々堂）
- 魔法のスティック スクラッチ（発売元：素数）
- クリスタルネイル

### ファッションアイテム用品
- クロコダイルウォレット
  - クロコダイル 二つ折りウォレット
  - クロコダイル ミニウォレット
- シェルマン
  - グランドコンプリケーション プレミアム
  - グランドコンプリケーション クラシック
  - グランドコンプリケーション メタルブレス
  - ワールドタイムミニッツリピーター
- Think Bee!（発売・製造元：はちや）
  - アニマルハート・長財布
  - アニマルハート・ラージショルダー
  - リッピ・長財布
  - リッピ・ミニボストン

### 通販CD／DVD
CD
- J-LOVE Super Collection（企画・制作・発売元：BMGファンハウス〔現：BMG JAPAN〕）
- Believe（企画・制作・発売元：ソニー・ミュージックダイレクト）
- super collection DREAM melody of memories（企画・制作・発売元：ビクターエンタテインメント）
- FUN Greatest Hits of 90's（企画・制作・発売元：BMG JAPAN）
- 歌王 演歌名曲120（企画・制作・発売元：BMG JAPAN）
- 歌心 流行歌120選（企画・制作・発売元：BMG JAPAN）
- avex Reggae Life～RESORT POPS SELECTION～（企画・制作・発売元：エイベックス・マーケティング、レーベル：avex club）
- 脳がいきいきクラシック（企画・制作・発売元：エイベックス・マーケティング、レーベル：avex club）
- COUNTDOWN BEING（企画・制作・発売元：J-DISC Being）
- a-box 〜avex Best Hit Collection〜（企画・制作・発売元：エイベックス・マーケティング、レーベル：avex club）
- 魅惑のムード歌謡デラックス（企画・制作・発売元：テイチクエンタテインメント）
- MY SONG〜永遠のニューミュージック〜（企画・制作・発売元：ポニーキャニオン）
- My idol〜青春play back〜（企画・制作・発売元：ポニーキャニオン）
- J-Love（企画・制作・発売元：ソニー・ミュージックダイレクト、レーベル：CSレコード）
- 演歌夢劇場（企画・制作・発売元：コロムビアミュージックエンタテインメント）
- 徳光和夫のイントロオン!!（企画・制作・発売元：ソニー・ミュージックダイレクト）
- 音女COMPLETE BOX 〜100話100曲〜（企画・制作・発売元：エイベックス・マーケティング、レーベル：avex club）
- a-box NEO（企画・制作・発売元：エイベックス・マーケティング、レーベル：avex club）
- My Romance（企画・制作・発売元：ユニバーサルミュージック）
- AGAIN〜女性ヴォーカリスト・スペシャル・セレクション〜（企画・制作・発売元：ソニー・ミュージックダイレクト、レーベル：CSレコード）
- PARADISE MEGA HITS '80s（企画・制作・発売元：ソニー・ミュージックダイレクト）
- BEST HIT BEING（企画・制作・発売元：J-DISC Being）
- My Radio Days（企画・制作・発売元：ワーナーミュージック・ジャパン）

DVD
- チョン・ダヨン フィギュアロビクス（日本輸入総販売元：スター・サークル、製作：MAYJUNE MEDIA、企画：JDY Corporation）

## テレビショッピング

### 放映局
- 北海道放送（TBS系列）
- 秋田テレビ（フジテレビ系列）
- 東日本放送（テレビ朝日系列）
- とちぎテレビ（独立局）
- 群馬テレビ（独立局）
- テレビ埼玉（独立局）
- 東京MXテレビ（独立局）
- テレビ東京（テレビ東京系列）〔『てれとshop PLUS』〕
- 静岡放送（TBS系列）
- 静岡朝日テレビ（テレビ朝日系列）
- メ～テレ（テレビ朝日系列）
- CBCテレビ（TBS系列）
- 三重テレビ放送（独立局）
- 毎日放送（TBS系列）〔『なるほど!』→『なるほど!市場』『板東英二の欲バリ市場』『ワールドコレクションゴールド』『よしもと!Shall Weショッピング』〕
- サンテレビジョン（独立局）
- テレビ和歌山（独立局）
- 瀬戸内海放送（テレビ朝日系列）
- テレビせとうち（テレビ東京系列）
- 広島テレビ放送（日本テレビ系列）
- 高知さんさんテレビ（フジテレビ系列）
- RKB毎日放送（TBS系列）
- 熊本朝日放送（テレビ朝日系列）
- 沖縄テレビ放送（フジテレビ系列）
- BS日テレ（BSデジタル局）
- BS-TBS（BSデジタル局）
- BSジャパン（BSデジタル局）
- 日本BS放送・知求チャンネル（BSデジタル局）
- スタイルキャスト（CS放送局）

### 以前に放映していた局
- 朝日放送（テレビ朝日系列）〔『おおきにGoodチョイス!』（終了）〕
- GyaO（インターネット放送局）